# Power dressing
Power dressing é um estilo de vestuário, criado para o uso no meio profissional, que nasceu nos Estados Unidos e Reino Unido nos anos 80.
As roupas criadas com base neste estilo pretendiam reflectir a eficiência e competência do trabalhador que as usava. Exemplo disso, são os tailleurs femininos com grandes chumaços e cores fortes, que tiveram as suas primeiras aparições na séries míticas americanas Dinastia e Dallas. O power dressing apareceu na sequência da conjuntura económica e política da altura.
Nos anos 80, em especial nos Estados Unidos e no Reino Unido, as mulheres começaram a alcançar postos de chefia em grandes empresas. Neste caso, os tailleurs com ombros largos, funcionavam como uma demonstração do poder e autoridade femininas